# Yacimientos arqueológicos de Colmenar Viejo
Los yacimientos arqueológicos de Colmenar Viejo son yacimientos arqueológicos encontrados en Colmenar Viejo, los cuales destacan por los encontrados del Medievo, siglos VI y VII, del periodo hispano-visigodo. Dentro de esta época se catalogan Fuente del Moro, Remedios, Navalvillar y, casi con toda probabilidad, Navalahija.
Fuente del Moro y Remedios ofrecen dos completas necrópolis visigodas, de características similares en las tumbas y en los ajuares.
Navalvillar ofreció un conjunto de viviendas y construcciones de servicios, donde se encontró un dirham omeya del 710, lo que ha hecho afirmar, a algunos expertos, que se trataría de la vivienda musulmana más antigua de la península.
El yacimiento de Navalahija se encuentra en fase de excavación, campaña de 2010, y de estudio de los objetos encontrados. Siendo un conjunto muy completo para estudiar el siglo VII, al que casi con seguridad se puede adscribir el conjunto, incluida la fragua desenterrada en 2008.
Han sido estudiados de forma profusa por el arqueólogo local Fernando Colmenarejo, que ha dado origen a gran parte de la bibliografía dedicada.

## Prehistoria
Gracias a los trabajos paleontológicos realizados en la zona, se conocen las características del clima, la flora y la fauna de hace millones de años. Uno de los yacimientos más antiguos de la Comunidad de Madrid se encuentra en La Encinilla, Colmenar Viejo, donde se han encontrado fósiles de artiodáctilos del Mioceno inferior.
De época paleolítica se han encontrado algunas piezas talladas en sílex y de la Edad de Bronce, cerámicas con incisiones en los bordes.[cita requerida]

## Hispania romana
Si bien no existen referencias escritas o yacimientos romanos como tales sí se ha encontrado en la Nuestra Señora de los Remedios un hito de piedra de época romana datado en el siglo I que, probablemente, delimitaba conventos jurídicos.

## Medievo

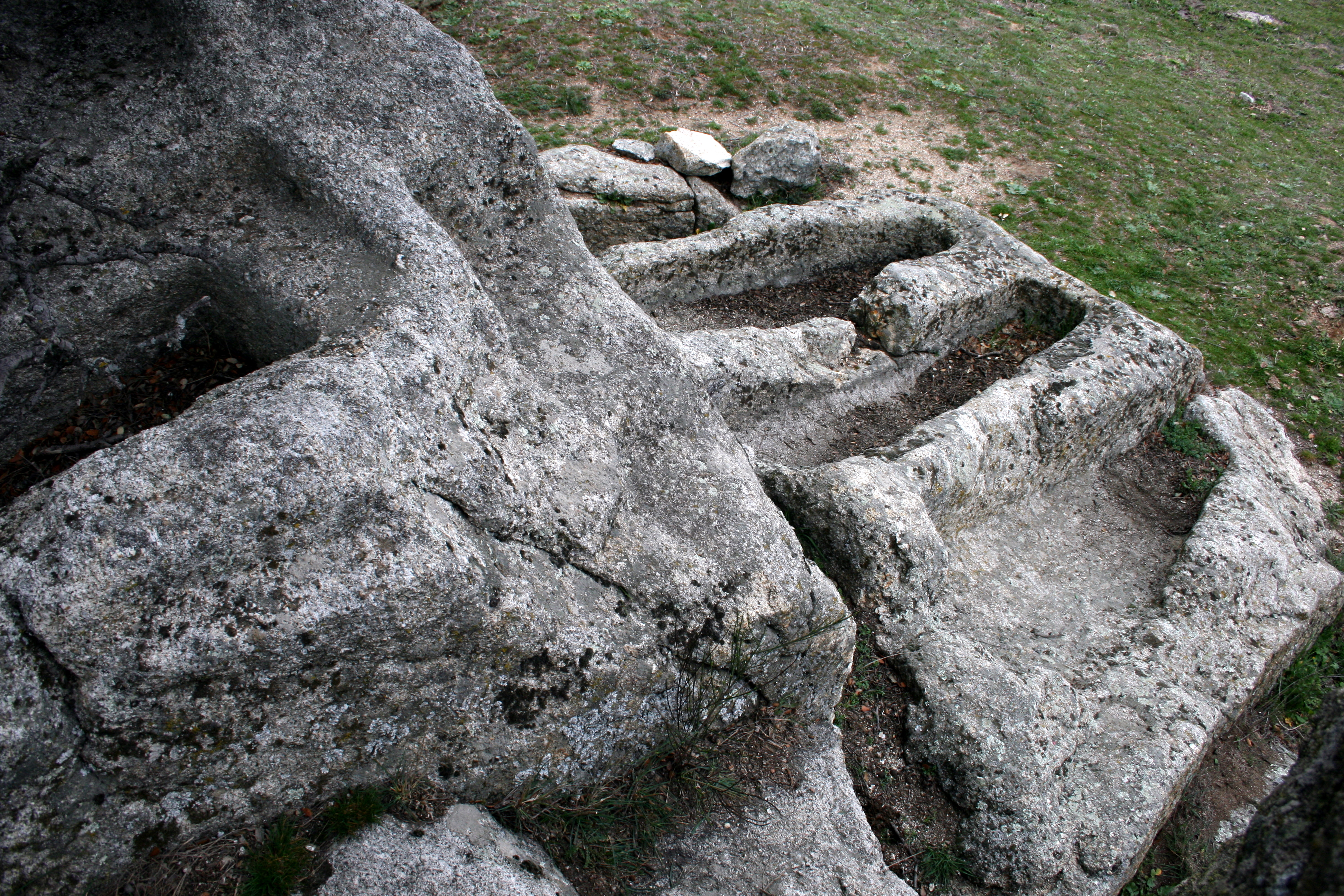
Tumbas visigodas excavadas en un batolito de granito, en el yacimiento de Fuente el Moro en Colmenar Viejo.

Sin lugar a dudas, de la época que más restos se han encontrado es del Medievo, y más concretamente del período hispano-visigodo (siglo VI-siglo VII). Se han encontrado vestigios de varias comunidades rurales dispersas, al igual que en otros municipios de la zona. También son destacables las áreas cementeriales, siendo las más conocidas la de Remedios y la de Fuente el Moro. El ritual de enterramiento es parecido en ambos casos. Parte de estos yacimientos se encuentran en terrenos que no han estado explotados agrícolamente durante siglos por pertenecer a la iglesia, ermita de Remedios, o a una dehesa municipal, Dehesa de Navalvillar lo que ha permitido una preservación mayor que otros que sí han sido fuertemente alterados por la actividad humana.

### Fuente del Moro
En el yacimiento de Fuente del Moro, las sepulturas excavadas en la roca conviven con las cistas, formadas con lajas de piedra donde se metían los ataúdes o parihuelas, mientras que en las excavadas en la roca se realizaban con un simple sudario.
El ajuar está formado fundamentalmente por jarritos cerámicos (y excepcionalmente un recipiente de vidrio). Un broche de cinturón de bronce con motivos vegetales ha permitido datar el yacimiento entre la segunda mitad del siglo VII y la primera del VIII d. C..
A algunos cientos de metros de la necrópolis se encuentra un tramo de camino empedrado o calzada, muy posterior según unos especialistas y romana según otros.[cita requerida]
La necrópolis se estructura en un bolo granítico central con diez tumbas talladas en la roca en varias alturas y con diversas formas: trapezoidal, antropomorfa, tipo bañera o rectangular. Rodeándolo otras tumbas, al menos tres de ellas talladas, también, en roca granítica, pero éstas aisladas.
La orientación de las tumbas es noreste-sudoeste, como era costumbre en la época, mirando hacia el sol naciente.[cita requerida]
El yacimiento ha sido estudiado por el arqueólogo local Fernando Colmenarejo y excavado en febrero de 2004 por la Comunidad de Madrid a raíz de la construcción de un colector de aguas residuales que discurre por la calleja que cruza el yacimiento.

### Necrópolis de Remedios

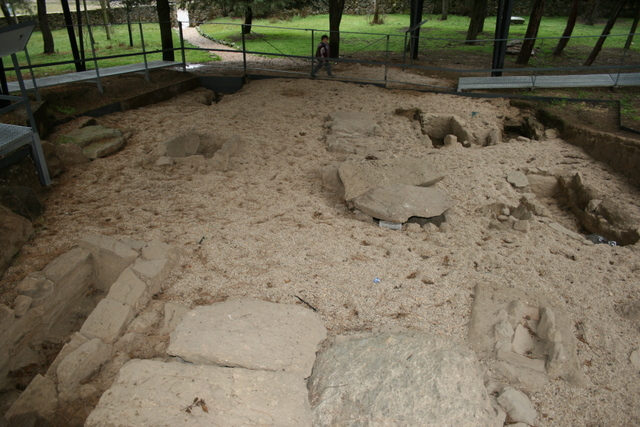
Yacimiento arqueológico de Remedios. Necrópolis visigoda.

En cuanto a la necrópolis de Remedios, situada junto a la ermita que da nombre al yacimiento, Nuestra Señora de los Remedios, cuenta con varias sepulturas, con un caso muy singular: se reutilizaba el mismo espacio para incluir dos, e incluso tres, enterramientos. El ajuar funerario hallado es muy similar al de la Fuente del Moro, destacando una jarrita decorada con dos bandas de seis líneas incisas.

### Navalvillar

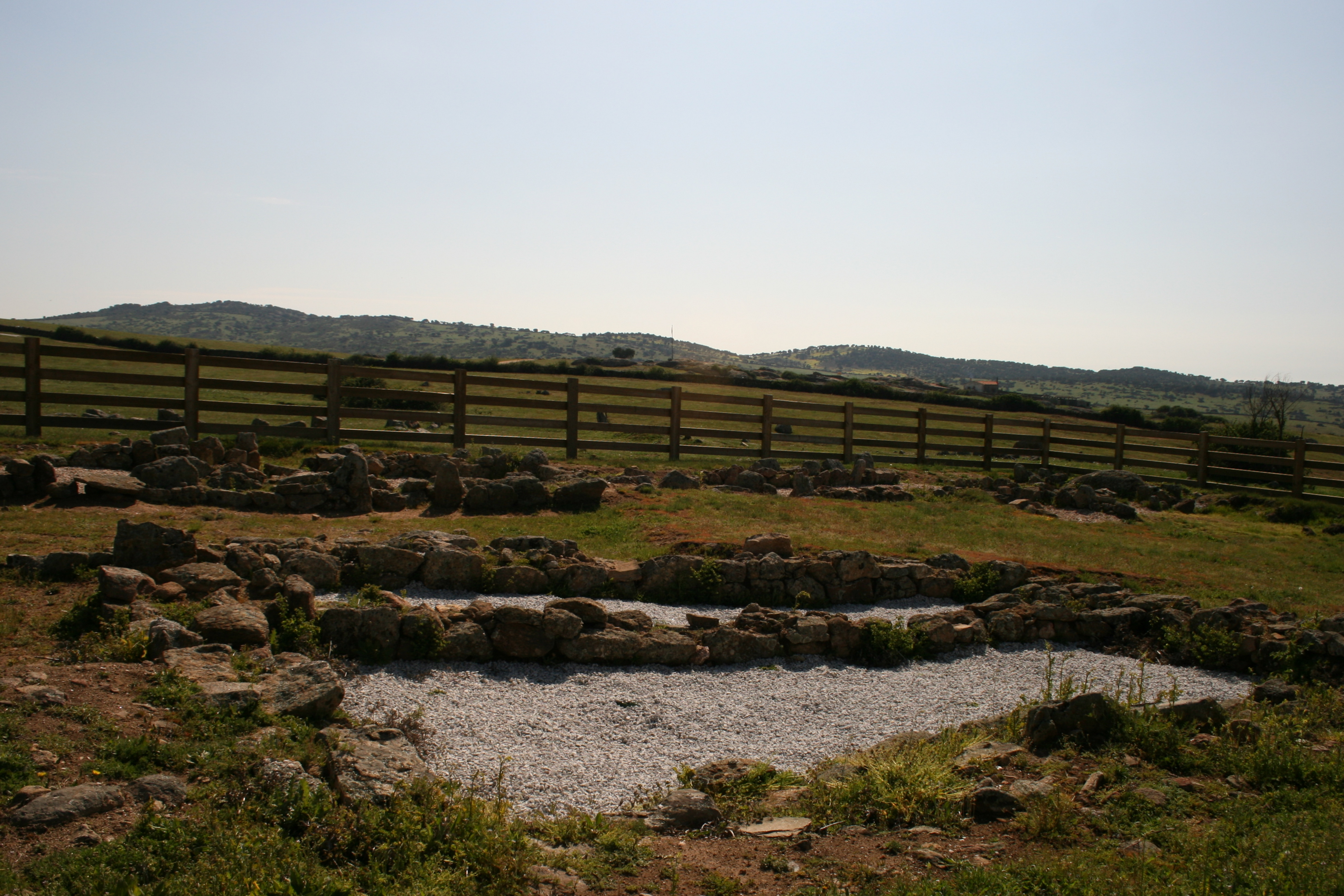
Yacimiento de Navalvillar. Cimientos de la, posible, vivienda dentro del complejo.

En la Dehesa de Navalvillar se encuentra el yacimiento que recibe el mismo nombre, donde se puede observar una zona de viviendas, con una calle que delimitaba dos espacios diferenciados: uno, dedicado al hábitat familiar y otro, a los servicios.
Para algunos expertos el conjunto de Navalvillar es la planta de casa islámica más antigua de la península encontrada hasta el momento, y corresponde a una construcción civil, un conjunto agropecuario, datado sobre la base de una moneda de dirhem omeya del año 710, expuesto en la colección del Museo Arqueológico Nacional. Aunque, como se ha dicho, otros estudios ponen en entredicho este extremo y sitúan al conjunto en la sociedad visigoda.

### Navalahija

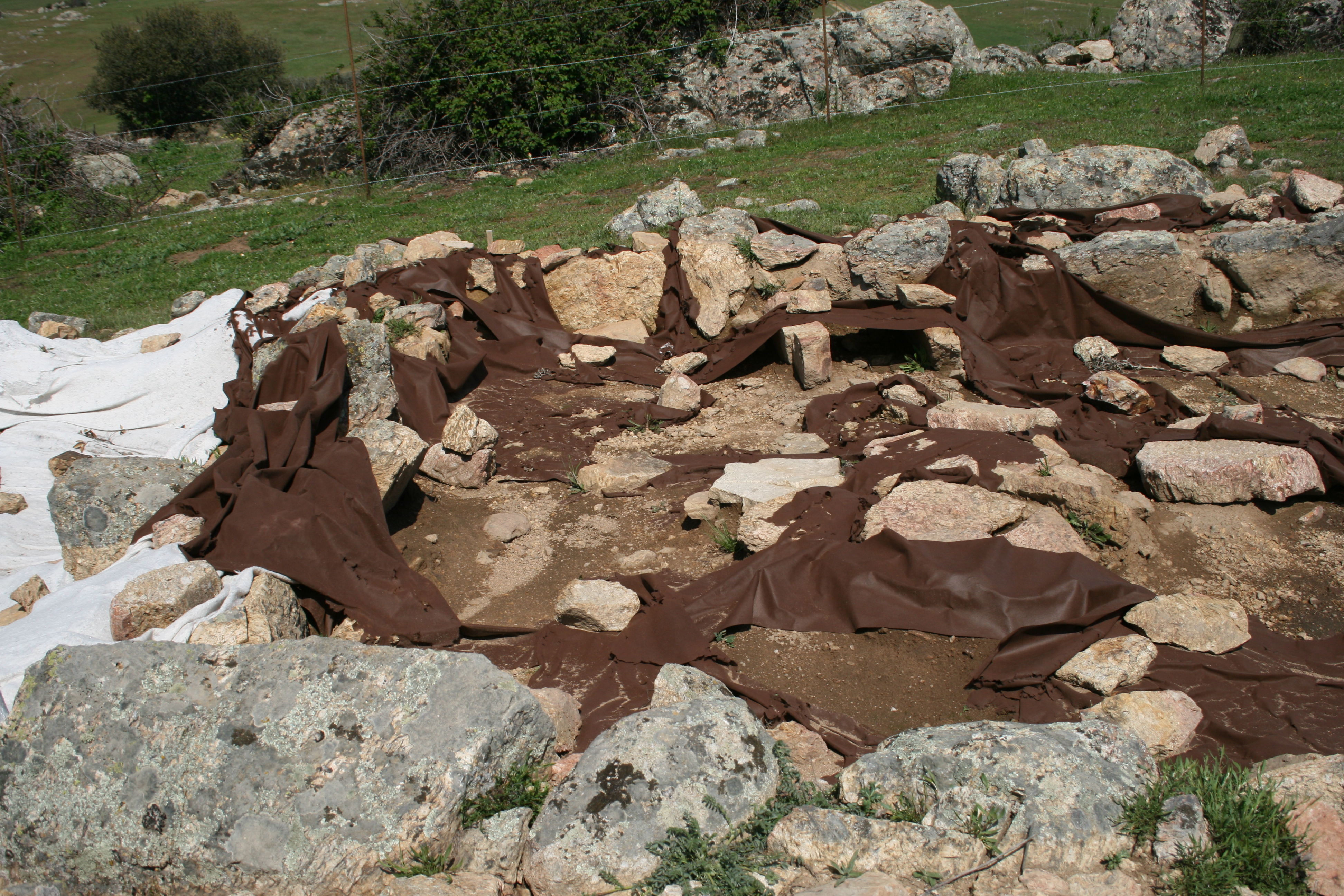
Yacimiento de Navalahija. Cimientos del edificio donde se asentaba una fragua.

También en la Dehesa de Navalvillar en el paraje conocido como Valdepuerco, se encuentra el yacimiento de Navalahija, asentamiento hispanovisigodo datado en el siglo VII. En la campaña de 2008 se descubrió una fragua.
El yacimiento se encuentra en fase de excavación y estudio (dato de abril de 2010) por parte de un conjunto de expertos multidisciplinar.
Los restos de teja de arcilla cocida son abundantes. Ya entonces eran tejas del tipo curvo.

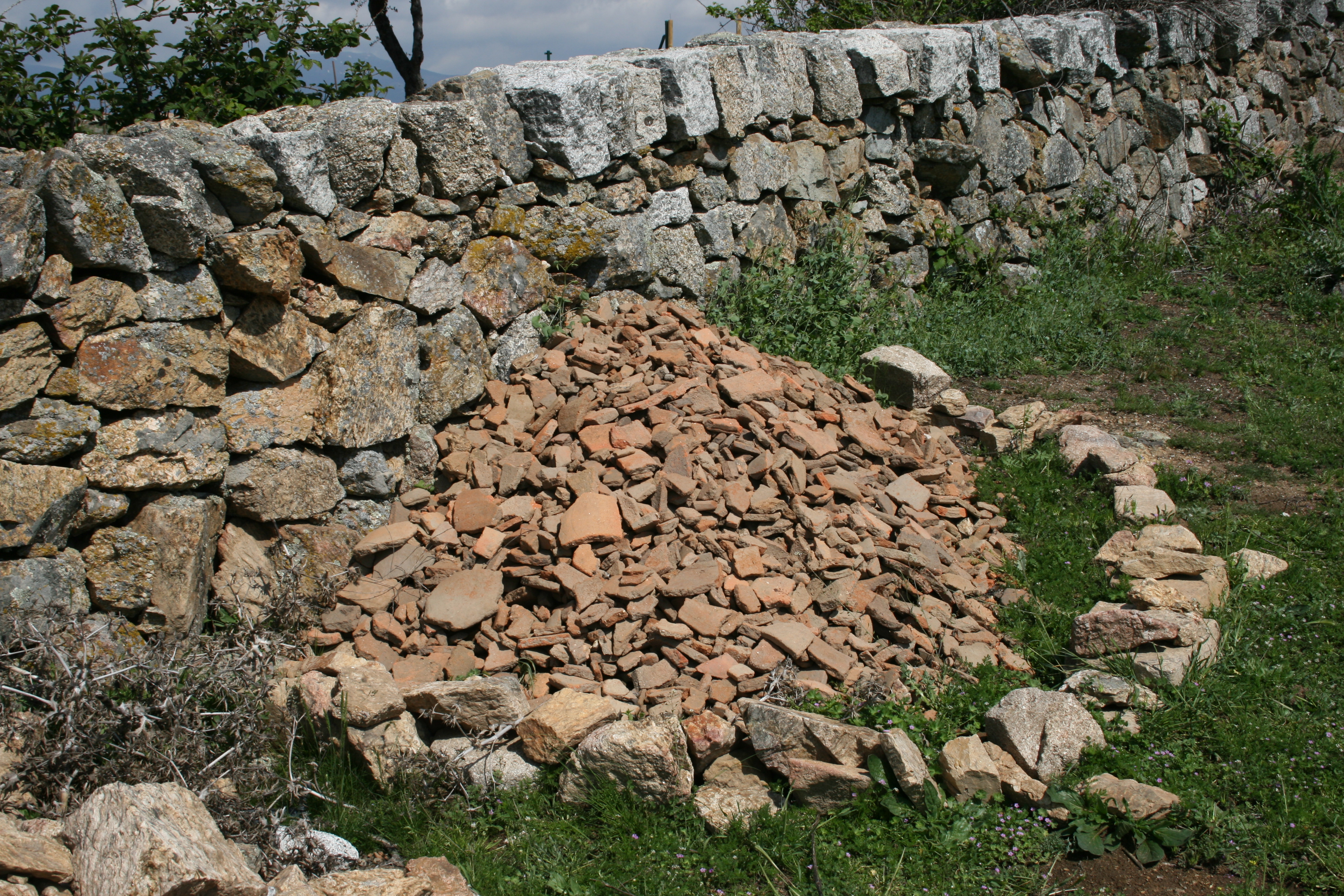
Yacimiento de Navalahija. Restos menores de tejas de arcilla cocida.

## Época sin determinar

### La Mina II

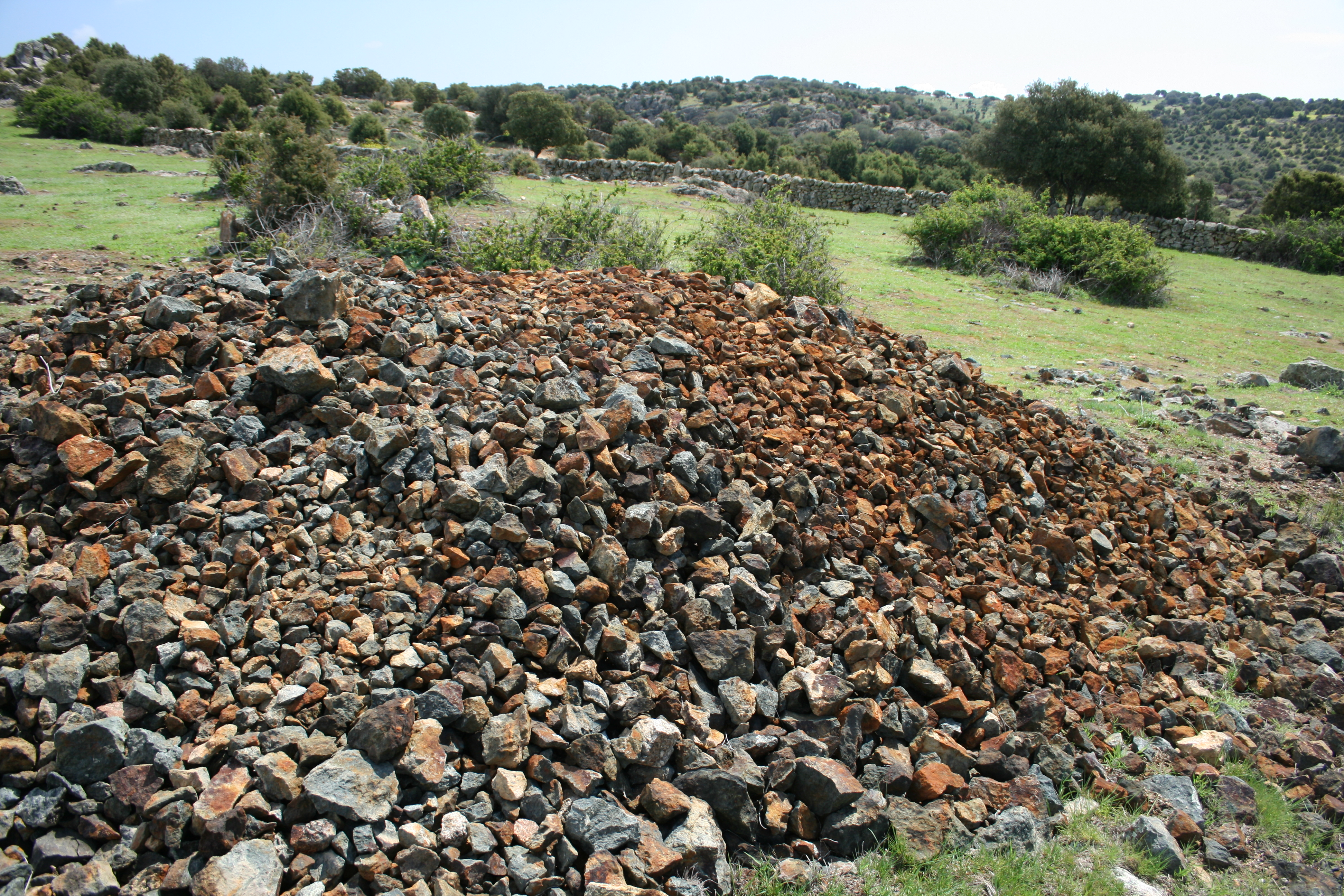
Escombrera de la Mina II.

En la Dehesa de Navalvillar se encuentran vestigios de minería de metales, si bien se encuentra en fase de estudio (dato a fecha de abril de 2010).
El pozo maestro y la entrada a una galería completamente inundados son los dos puntos visibles en fase de estudio. Los rodean los restos de desecho de la actividad minera.
Los posibles metales que se barajan como principal motivo de la explotación son: cobre, plata o hierro.[cita requerida]
Algunas teorías indican la posible utilización desde tiempos visigodos o anterior.[cita requerida]